# Giselle Motta
Giselle Ingrid Motta dos Santos (Rio de Janeiro, 15 de julho de 1982) é uma atriz, bailarina e modelo brasileira.

## Carreira
Bailarina de formação, no início da década de 2000 trabalhou como artista circense no "Ringling Bros e Barnum & Bailey Circus", nos Estados Unidos.
Em sua volta ao Brasil, especializou-se em artes cênicas e ingressou no grupo teatral Tá na Rua, além de realizar trabalhos como modelo e garota-propaganda. A partir da década de 2010, iniciou trabalhos na televisão e cinema com atuações em produções globais e filmes nacionais e internacionais, como: Afinal, o Que Querem as Mulheres?, O Palhaço, Making off Sangriento: Masacre en el set de Filmación e Vermelho Brasil, sem deixar de lado o teatro, atuando em peças como "Adeus à Carne ou Go To Brazil" (2012). Faz parte do time de coreógrafos da Beija Flor. Trabalhou como coreógrafa na abertura e no encerramento dos Jogos Olímpicos de Verão de 2016, e na abertura dos Jogos Paralímpicos de Verão de 2016.

### Trabalhos
- Domingão do Faustão (1999/2004) - Bailarina
- Dance Dance Dance (2007) - Maria Pereira
- Afinal, o Que Querem as Mulheres? (2010) - Sacerdotisa;
- O Palhaço (2011) - Lola[2];
- Making off Sangriento: Masacre en el set de Filmación (2012)[7] - Manuela - filme de terror argentino[8];
- O Brilho (2013) - Rita - curta-metragem brasileiro;
- Liebre 105 (2013) - Ana - curta-metragem argentino;
- Tensión sexual, Volumen 2: Violetas (2013) - segment "La manzana" - produção argentina;
- Jorge y Alberto contra los demonios neoliberales (2014) - filme argentino;
- Vermelho Brasil (2014) - Paraguaçu[9];
- O Vendedor de Passados